# Poinae
Poinae es una subtribu de hierbas de la familia Poaceae. El género tipo es: Poa L.. Tiene los siguientes géneros.

## Géneros
- Agrostopoa Davidse et al.
- Anemagrostis Trin. = Apera Adans.
- Anthochloa Nees & Meyen
- Apera Adans.
- Aphanelytrum Hack.
- Arctagrostis Griseb.
- Arctophila (Rupr.) Andersson
- Arctopoa (Griseb.) Prob. =~ Poa L.
- Austrofestuca (Tzvelev) E. B. Alexeev ~ Poa L.
- Bellardiochloa Chiov. ~ Poa L.
- Dasypoa Pilg. = Poa L.
- Dissanthelium Trin.
- Dupontia R. Br.
- Eremopoa Roshev.
- Festucella E. B. Alexeev ~ Austrofestuca (Tzvelev) E. B. Alexeev
- Graminastrum E. H. L. Krause = Dissanthelium Trin.
- Heteranthus Borkh. = Ventenata Koeler
- Heterochaeta Besser ex Schult. & Schult. f. = Ventenata Koeler
- Hookerochloa E. B. Alexeev ~ Austrofestuca (Tzvelev) E. B. Alexeev
- Hyalopoa (Tzvelev) Tzvelev
- Libyella Pamp.
- Lindbergella Bor
- Lindbergia Bor = Lindbergella Bor
- Malya Opiz = Ventenata Koeler
- Nephelochloa Boiss.
- Neuropoa Clayton
- Nicoraepoa Soreng & L. J. Gillespie
- Oreopoa Gand., nom. inval. = Poa L.
- Paneion Lunell = Poa L.
- Panicularia Heist. ex Fabr. = Poa L.
- Parodiochloa C. E. Hubb. = Poa L.
- Phalaridium Nees & Meyen = Dissanthelium Trin.
- Pilgerochloa Eig = Ventenata Koeler
- Poa L.
- Poagris Raf. = Poa L.
- Saxipoa
- Stenochloa Nutt. = Dissanthelium Trin.
- Sylvipoa Soreng et al.
- Tovarochloa T. D. Macfarl. & But
- Tzvelevia E. B. Alexeev
- Ventenata Koeler